# Bantusztán

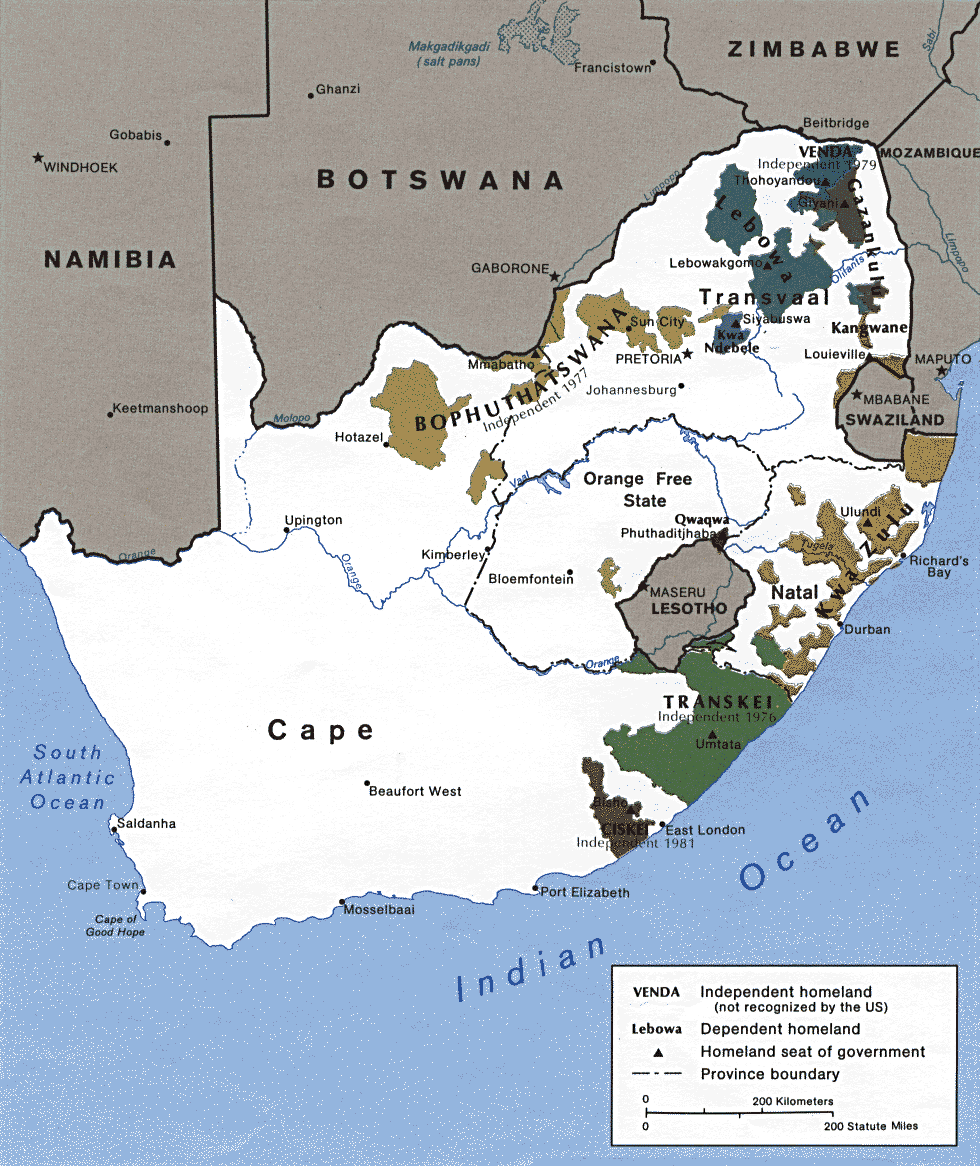
A dél-afrikai bantusztánok 1986-ban

A Dél-afrikai Köztársaság a 20. század 60-as éveitől kezdődően saját területén és az általa megszállva tartott Namíbia területén autonóm törzsi államokat kezdett létrehozni. Ezek közül négynek az 1970-es évektől kezdődően függetlenséget adott, azonban a függetlenséget egyetlen más ország sem ismerte el. A független bantusztánok reintegrálva lettek Dél-Afrikába az apartheid vége után, 1994-ben.

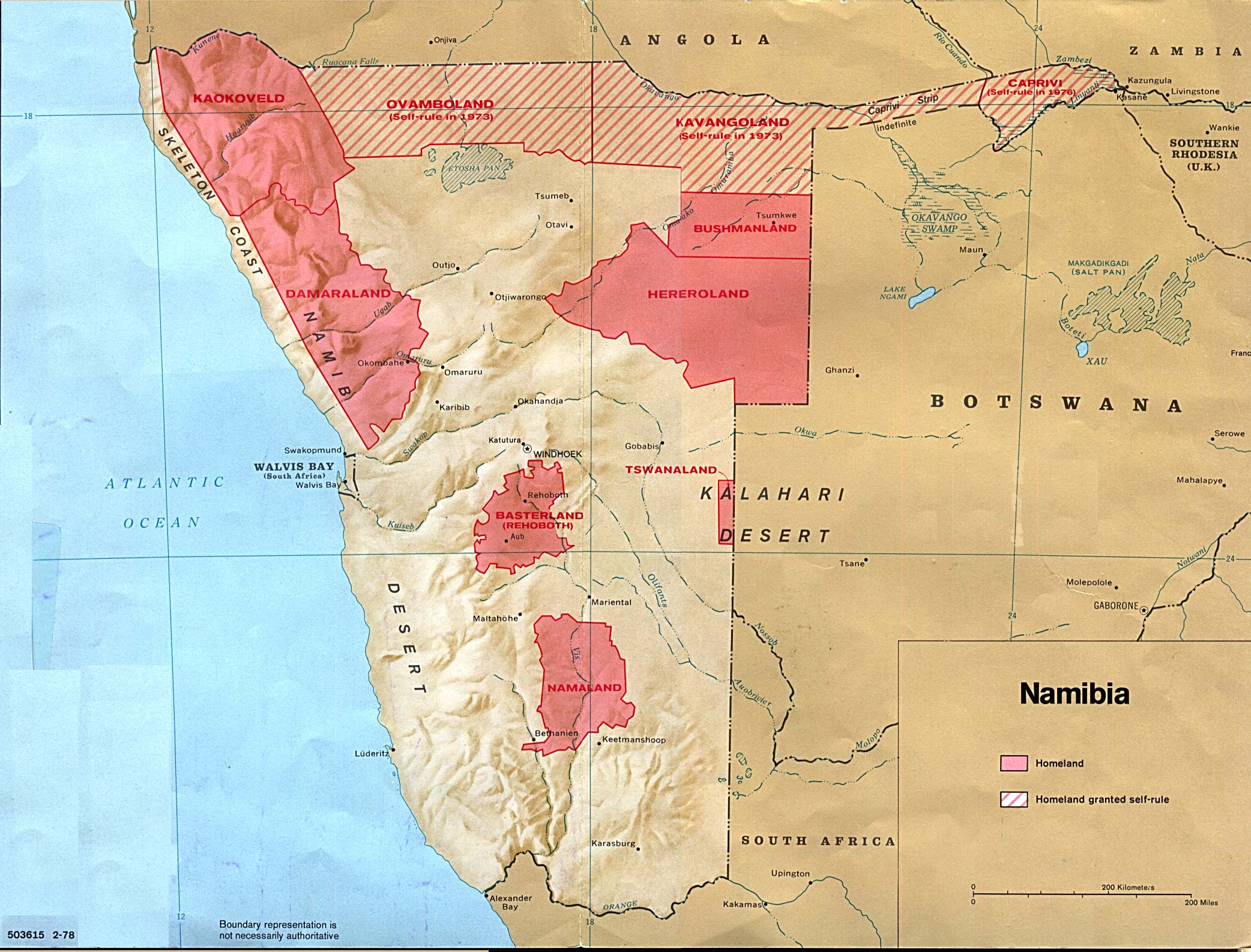
A namíbiai bantusztánok 1978-ban

## A bantusztánok rendszerének kiépülése
Az apartheid ideológia változáson ment keresztül az 1970-es évekre, az addigi pigmentokráciát, vagyis az egy társadalmon belül élő fehér és fekete népesség megkülönböztetésének helyét átvette a területi elkülönülés terve, ennek érdekében hozta létre a fehér kormányzat az amerikai indián rezervátumokhoz hasonló bantusztánokat. Dél-Afrika úgy próbált megszabadulni az őshonos fekete lakosságtól, hogy igyekezett feléleszteni a különböző etnikai csoportok közötti ellentéteket, ezzel is erodálva a közös fekete identitást és az ország 13%-án (ráadásul terméketlen, valamint sokszor exklávékra szabdalt területeken) létrehozott bantusztánokba kezdte koncentrálni a színesbőrű népességet. A névleg független, valójában gazdaságilag életképtelen és csak Dél-Afrika által elismert proto-államok mind egy-egy nagyobb fekete népcsoport rezervátumaként szolgáltak és saját kormánnyal, valamint állami jelképekkel rendelkeztek. A fehér kormányzat akár az ország néhány területéről is hajlandó lett volna lemondani annak érdekében, hogy feketéktől szabaduljon meg, ennek a politikának részeként próbálták rávenni a független Szváziföldet, hogy annektálja a főként szintén szvázi lakosságú KaNgwane bantusztánt.

## Bantusztán kifejezés használata Dél-Afrikán kívül
Jelenleg a bantusztán kifejezést Afrikán kívül leggyakrabban Izrael és a Palesztin Állam kapcsolatának esetében használják. A kétállami megoldást és a Netanjáhú izraeli miniszterelnök által vezetett telepes politikát bíráló politikusok és sajtóorgánumok gyakran vádolják azzal a zsidó államot, hogy a csak de facto független és területileg erősen széttagolt Palesztina valójában egy, a dél-afrikai példához hasonló bantusztán. 

## A független bantusztánok
| zászló | név            | népcsoport | főváros     | terület (km²) | lakosság 1980-ban | függetlenség |
| ------ | -------------- | ---------- | ----------- | ------------- | ----------------- | ------------ |
|        | Bophuthatswana | tswana     | Mmabatho    | 40 000        | 1 323 000         | 1977–1994    |
|        | Venda          | venda      | Thohoyandou | 6 807         | 315 000           | 1979–1994    |
|        | Transkei       | sosza      | Mthatha     | 43 798        | 2 323 000         | 1979–1994    |
|        | Ciskei         | sosza      | Bisho       | 9 000         | 677 000           | 1981–1994    |

## Az önkormányzattal rendelkező bantusztánok
| zászló | név        | népcsoport      | főváros        | terület (km²) | lakosság 1980-ban | önkormányzat |
| ------ | ---------- | --------------- | -------------- | ------------- | ----------------- | ------------ |
|        | Gazankulu  | shangan, tsonga | Giyani         | 7 730         | 514 300           | 1973–1994    |
|        | KaNgwane   | szvázi          | Nyamasane      | 3 000         | 161 160           | 1984–1994    |
|        | KwaNdebele | ndebele         | Siyabuswa      | 1 970         | 156 380           | 1981–1994    |
|        | KwaZulu    | zulu            | Ulundi         | 32 130        | 3 400 000         | 1977–1994    |
|        | Lebowa     | északi-szotó    | Lebowakgomo    | 24 540        | 1 700 000         | 1972–1994    |
|        | QwaQwa     | déli-szotó      | Phuthaditjhaba | 620           | 157 620           | 1974–1994    |

## Bantusztánok Namíbiában
| zászló | név           | népcsoport | főváros       | terület (km²) | lakosság 1980-ban | önkormányzat |
| ------ | ------------- | ---------- | ------------- | ------------- | ----------------- | ------------ |
|        | Bushmanland   | busman     | Tsumkwe       |               |                   | 1964–1989    |
|        | Damaraland    | damara     | Welwitschia   |               |                   | 1980–1989    |
|        | Kelet Caprivi | lozi       | Katima Mulilo |               |                   | 1972–1989    |
|        | Hereroland    | herero     | Okakarara     |               |                   | 1968–1989    |
|        | Kaokoland     | himba      | Ohopoho       | 8 000         | 16 000            | 1980–1989    |
|        | Kawangoland   | kawango    | Rundu         |               |                   | 1970–1989    |
|        | Namaland      | nama       | Keetmanshoop  |               |                   | 1976–1989    |
|        | Ovamboland    | ovambo     | Ondangua      |               |                   | 1968–1989    |
|        | Rehoboth      | baster     | Rehoboth      | 14 000        | 19 000            | 1979–1989    |
|        | Tswanaland    | tswana     | Aminuis       |               |                   | 1980–1989    |